# Есватіні на літніх Олімпійських іграх 2020
Есватіні на літніх Олімпійських іграх 2020 представляли чотири спортсмени в трьох видах спорту.